# プロピオン酸メチル
プロピオン酸メチル (またはプロパン酸メチル) は、化学式 CH3CH2CO2CH3 で表される有機化合物である。常温常圧では無色の液体として存在し、フルーティーでラム酒のような香りを有する
。

## 合成法
プロピオン酸メチルは、プロピオン酸をメタノールでエステル化することによって調製することができる。工業的には、カルボアルコキシル化つまり、触媒の存在下でエチレンと一酸化炭素とメタノールを反応させることによって得られる。
C2H4  +  CO  +  MeOH   →   MeO2CCH2CH3
この反応は、ニッケルカルボニルとパラジウム(0)錯体の触媒によって進行する。

## 使用例
プロピオン酸メチルとホルムアルデヒドとの縮合とそれに続く脱水により、メタクリル酸メチルが得られる。
MeO2CCH2CH3  +  CH2O   →   MeO2CCH(CH2OH)CH3
MeO2CCH(CH2OH)CH3  → MeO2CC(=CH2)CH3
プロピオン酸メチルは、ニトロセルロースやラッカーの溶剤として、また塗料、ワニス、およびメタクリル酸メチルなどの他の化学薬品の製造原料として使用される。 
フルーティーな香りを利用し、香粧品や食品用香料にも使われている。